# Die Quietschboys
Die Quietschboys sind eine deutschsprachige Rockband aus Frankfurt am Main. Die Band spielt Comedy-Rock mit meist eingedeutschten Versionen in hessischem Dialekt von Rockklassikern.

## Geschichte
Gegründet wurde sie 1988 im westlichen Stadtteil Sossenheim von Hans-Jürgen Denk (Schlagzeug), Klaus Kaffine (Gitarre und Gesang), Thomas Schwarzer (Bass) und Bernd Seibel (Gitarre und Gesang). Die erste Bandbesetzung fand in einer WG zusammen, in der sich auch der erste Proberaum befand.
In der Gründungsphase coverten die vier Musiker in erster Linie deutschsprachige Titel von Künstlern wie Udo Lindenberg, Rio Reiser, Marius Müller-Westernhagen, Rodgau Monotones und Herbert Grönemeyer. Als man sich in den folgenden Monaten musikalisch immer mehr in Richtung Hard Rock und Heavy Metal bewegte, stellte man schnell fest, dass es auf diesem Sektor kaum deutschsprachiges Angebot gab. Deshalb wich man musikalisch auf englischsprachige Titel und deutschen Texte in Frankfurter Mundart aus. Inhaltlich schlug man den komödiantischen Weg ein.
Die Band steigerte schnell ihren Bekanntheitsgrad im Rhein-Main-Gebiet, unter anderem durch Auftritte im Spritzenhaus in Frankfurt-Sachsenhausen. 1996 erschien das erste Album Sonstnix  über das Label Interscope Records. 1998 verließen Thomas Schwarzer und Hans-Jürgen Denk auf eigenen Wunsch die Band, da ihnen das Arbeitsaufkommen und die Auftragsintensität zu hoch geworden war. Für sie stießen Otto Reinhard (Schlagzeug) und Jürgen Schwalbach (Bass) zur Band. Im gleichen Jahr wurde das zweite Album Schee versaut von Koch Records veröffentlicht.
In dieser Formation spielte die Band im Jahr 2000 ihre bislang größten Konzerte bei Rock im Park in Nürnberg und Rock am Ring in der Eifel. Noch im gleichen Jahr trennte man sich jedoch wieder von Otto Reinhard und Jürgen Schwalbach wegen persönlicher Differenzen. Gründungsmitglied Thomas Schwarzer kehrte zur Band zurück und brachte den Schlagzeuger Ralf Deutscher mit in die Band. 2001 erschien das bis dato dritte Album Außer Rand und Band, wie die folgenden Alben nur noch als Eigenproduktion. Es folgten 2005 Sossenheim und 2008 …muss ich habbe!
Als man 2010 feststellte, dass man textlich immer mehr in eine zweideutige und teilweise schlüpfrige Richtung abgerutscht war, änderte man das Konzept und konzentrierte sich wieder mehr in Richtung Comedy. 2013 verließ Thomas Schwarzer erneut auf eigenen Wunsch die Band, um sich neuen Aufgaben und Hobbys zu widmen. Für ihn kam der Bassist Emil Abrigada in die Band. Emil verließ die Band im Januar 2023 und wurde durch Steffen Schank ersetzt. Steffen verließ wiederum im Juli 2024 die Band und wurde durch Kai Helmrich ersetzt. Das bis dato letzte Album erschien 2016 mit Bier für ‘ne Mark. Der Titeltrack ist eine eingedeutschte Version von Fear of the Dark von Iron Maiden.

## Musikstil
Die Band spielt Coverversionen bekannter Hard-Rock- und Metalsongs mit sexuell anzüglichen und zweideutigen Texten, die im Frankfurter Dialekt vorgetragen werden. Weitere Lieder behandeln den Fußball, insbesondere Eintracht Frankfurt, und Alkoholkonsum.

## Name
Der Bandname Die Quietschboys ist eine Abwandlung der fiktiven Band Die Quietschbeus aus der deutschen Puppenspielserie Hallo Spencer, welche von 1979 bis 2001 vom NDR produziert wurde, und deren Name ebenfalls eine Anspielung auf die weltbekannte Band The Beach Boys darstellte. Die Quietschbeus war die Band in der Puppenspielserie und sang in nahezu jeder Folge zum jeweiligen Thema ein passendes Lied.

## Diskografie

### Alben
- 1996: Sonstnix (Interscope Records)
- 1998: Schee versaut (Koch Records)
- 2001: Außer Rand und Band (Eigenproduktion)
- 2005: Sossenheim (Eigenproduktion)
- 2008: …muss ich habbe! (Eigenproduktion)
- 2016: Bier für ‘ne Mark (Eigenproduktion)

### EPs
- 1999: Sibbe Bembel (Eigenproduktion)

### Kompilationen
- 2014: Sossenheim / ... Muss Ich Habbe! (Best Of)

### Samplerbeiträge
- 1999: Potpourri auf 2 Loud 4 U – Best Unsigned Bands Vol. 1
- 2015: Meine große Liebe auf 12 – Die Eintracht CD von Fans für Fans